# Olympia-Stadion (métro de Berlin)
Olympia-Stadion est une station de la ligne 2 du métro de Berlin, située dans le quartier de Westend à proximité du stade olympique qui lui donne son nom.

## Situation
La station est située entre Ruhleben, le terminus à 1 215 m au nord-ouest et Neu-Westend à l'est, en direction de Pankow.
Elle est établie en surface, entre l'Olympische Straße au sud et la Rossiter Platz au nord où se trouve la sortie. 
La station Olympia-Stadion et l'Atelier de Grunewald sont longés à l'est par les voies de chemin de fer empruntées par le Regional Express 2 et le Regional Bahn 14. Ces deux trains régionaux ne font pas halte à proximité de la station de métro. À l'ouest de la station s'entend le terrain olympique.
Les deux quais centraux ont une longueur de 115 m.

## Histoire

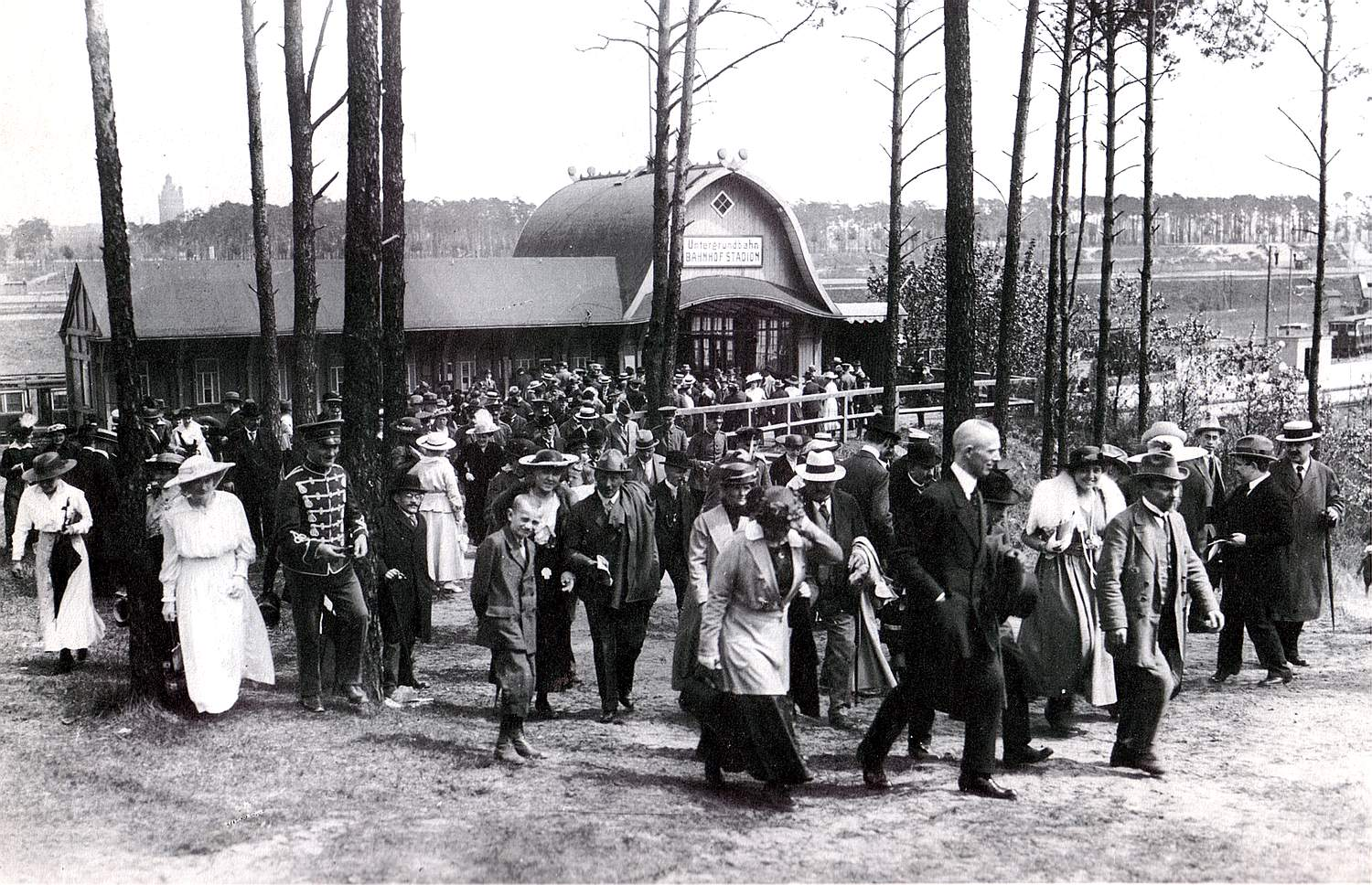
La station en 1913, telle que l'a conçue Sepp Kaiser.

Les premiers passagers ont foulé les quais de la station le 8 juin 1913. Elle était alors connue sous le nom de Stadion « stade », car c'est ce jour-là que l'empereur Guillaume II inaugura le Deutsches Stadion. Après ce jour, la station n'a plus été desservie qu'épisodiquement par les rames de métro, exploitées à l'époque par la Hochbahngesellschaft. À l'exception d'évènements extraordinaires se déroulant au stade comme des courses hippiques, la Charlottenburger Linie ou « Ligne de Charlottenbourg » avait pour terminus la station Reichskanzlerplatz. La station était constituée d'un quai central et de deux voies auxquelles on accédait sous un petit hall en bois, conçu par l'architecte suisse Sepp Kaiser.

### Jeux olympiques

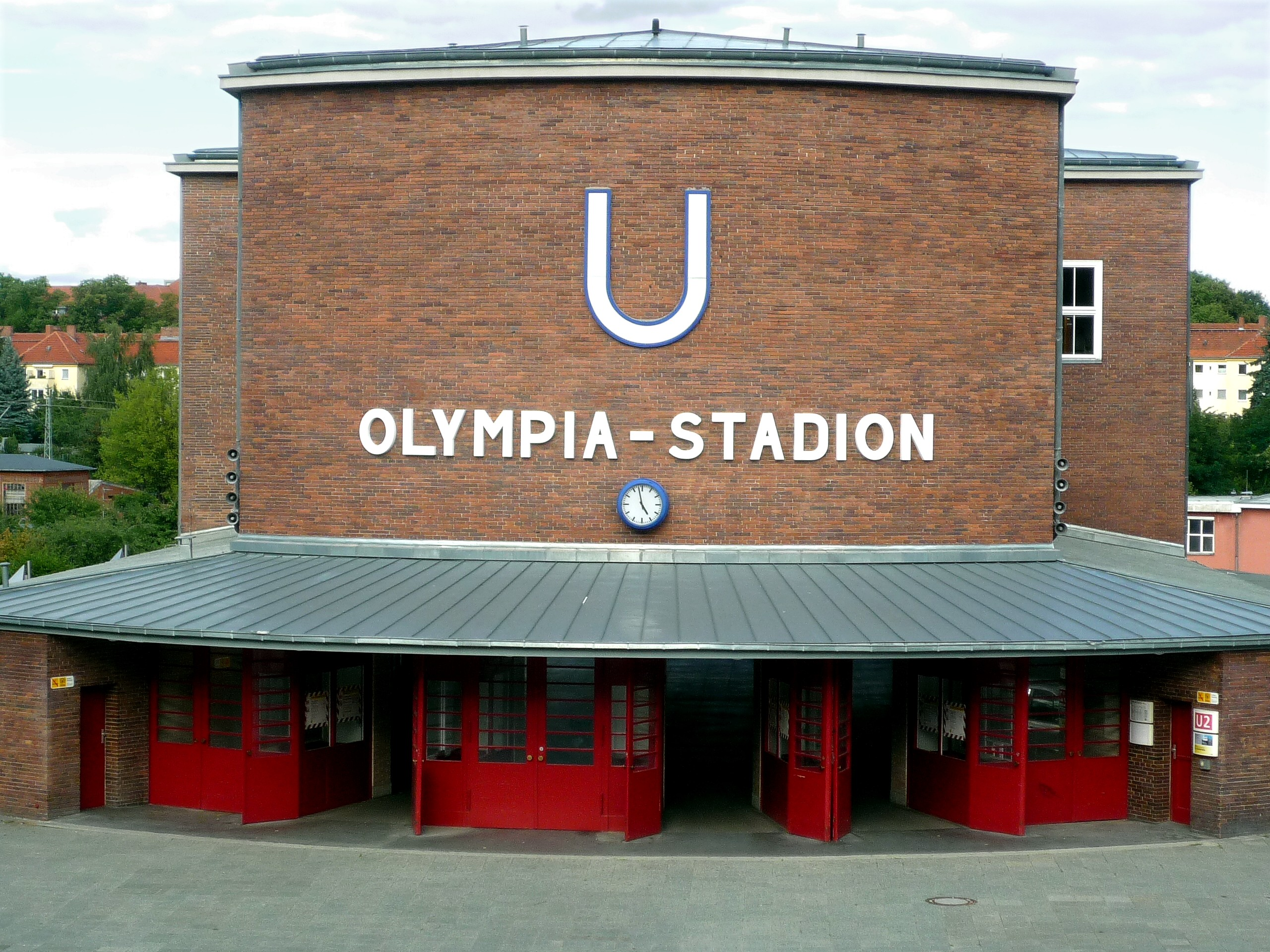
Le hall d'entrée moderne tel que le dessina Alfred Grenander.

Ce n'est qu'à partir de 1922 que la station a été desservie régulièrement, après l'ouverture de la station Neu-Westend entre la Reichskanzlerplatz et Stadion. Sept ans plus tard, quand la ville de Berlin s'est portée candidate pour les jeux olympiques d'été de 1936, l'architecte Alfred Grenander a été chargé de reconstruire une station plus imposante, dotée d'un hall d'entrée en briques klinkers, et d'un second quai. Dans le même temps, un poste d'aiguillage qui sera pour un temps le plus important d'Europe est construit à proximité de la station. Le 22 décembre 1929, la station Stadion n'est plus le terminus de la ligne, puisque celle-ci se poursuit jusqu'à Ruhleben, à 1 200 m. plus à l'ouest. 
En juin 1935, en préparation des jeux olympiques, la station est renommée Reichssportfeld le « terrain des sports du Reich ». La station ainsi que la gare de S-Bahn Olympiastadion, située au sud-ouest, à l'entrée sud du stade, seront fréquentées à leur maximum pendant les jeux.

### Seconde Guerre mondiale
Le terrain olympique et sa station de métro ont été pris pour cible par les bombardements alliés pendant la guerre. Le 3 septembre 1943, l'atelier de Grunewald a été ravagée par un bombardement. Le 15 février 1944, une bombe Blockbuster détruit le bâtiment d'entrée d'Alfred Grenander. Cependant, la ligne A vers Ruhleben a été relativement épargnée par les dégâts et le trafic n'a été totalement interrompu que le 25 avril 1945.
La trafic reprend assez rapidement après la fin de la guerre. Certaines rames circulent sur la portion Ruhleben - Kaiserdamm dès le 17 mai. Une circulation régulière sur la totalité de la ligne A entre Ruhleben et Pankow a repris le 15 septembre 1946.

### Berlin-Ouest
Après la fondation de la république fédérale en 1949, la station a été renommée le 26 juin 1950. Il y eut peu de changements opérés dans la station les années suivantes. À la suite de l'érection du Mur en 1961, la ligne A à destination de Pankow à Berlin-Est a changé d'itinéraire : le métro se dirige désormais vers Schlesisches Tor à Kreuzberg sur la ligne U1.

### Coupe du monde de football de 2006

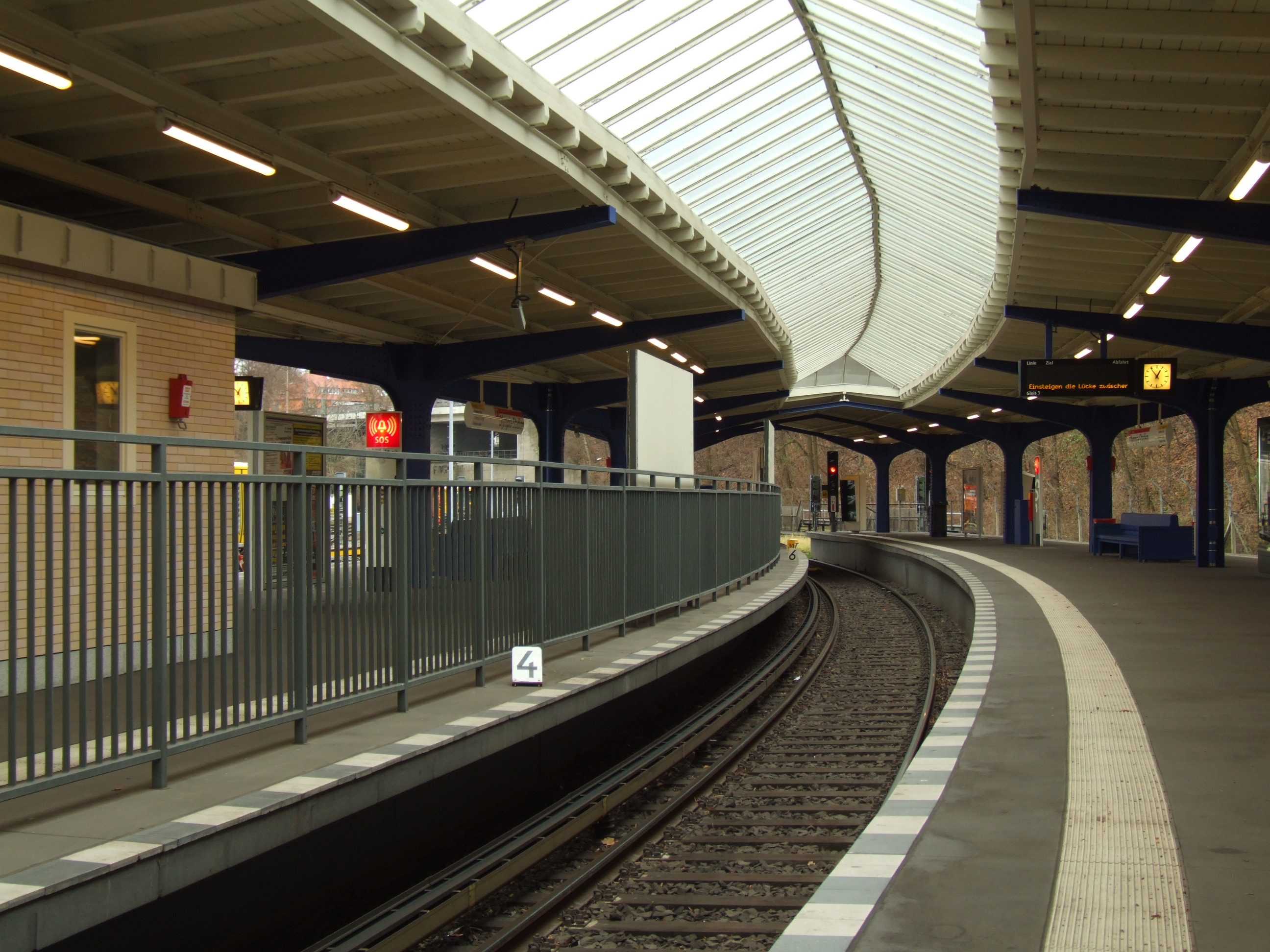
Les quais depuis la rénovation de 2006.

Après la chute du Mur le 31 mai 1992 la station est renommée Olympia-Stadion (Ost) pour la différencier de la gare Olympiastadion. Le 31 mai 1999, elle reprend son nom d'Olympia-Stadion. La seule différence entre le nom de la station de métro et celle de la gare est le tiret : la gare s'appelle bien gare de Berlin Olympiastadion.
En prévoyance de l'affluence à l'occasion de la coupe du monde de football de 2006, et notamment du match de finale, la BVG investit 4,47 millions d'euros pour rénover la station. La cadence des métros pendant l'évènement était de 2- à 3½ minutes. La station est devenue à cette occasion accessible aux personnes à mobilité réduite. Les piliers ont été peints en bleu en hommage au club de football berlinois Hertha BSC.

## Service des voyageurs

### Accueil
La station possède une seule entrée et est accessible aux personnes à mobilité réduite par ascenseur.

### Intermodalité
La station n'a pas de correspondance avec le réseau de bus de Berlin. La gare de Berlin Olympiastadion se situe à quelques centaines de mètres au sud-ouest.

## Sites à proximité

### Musée du métro de Berlin

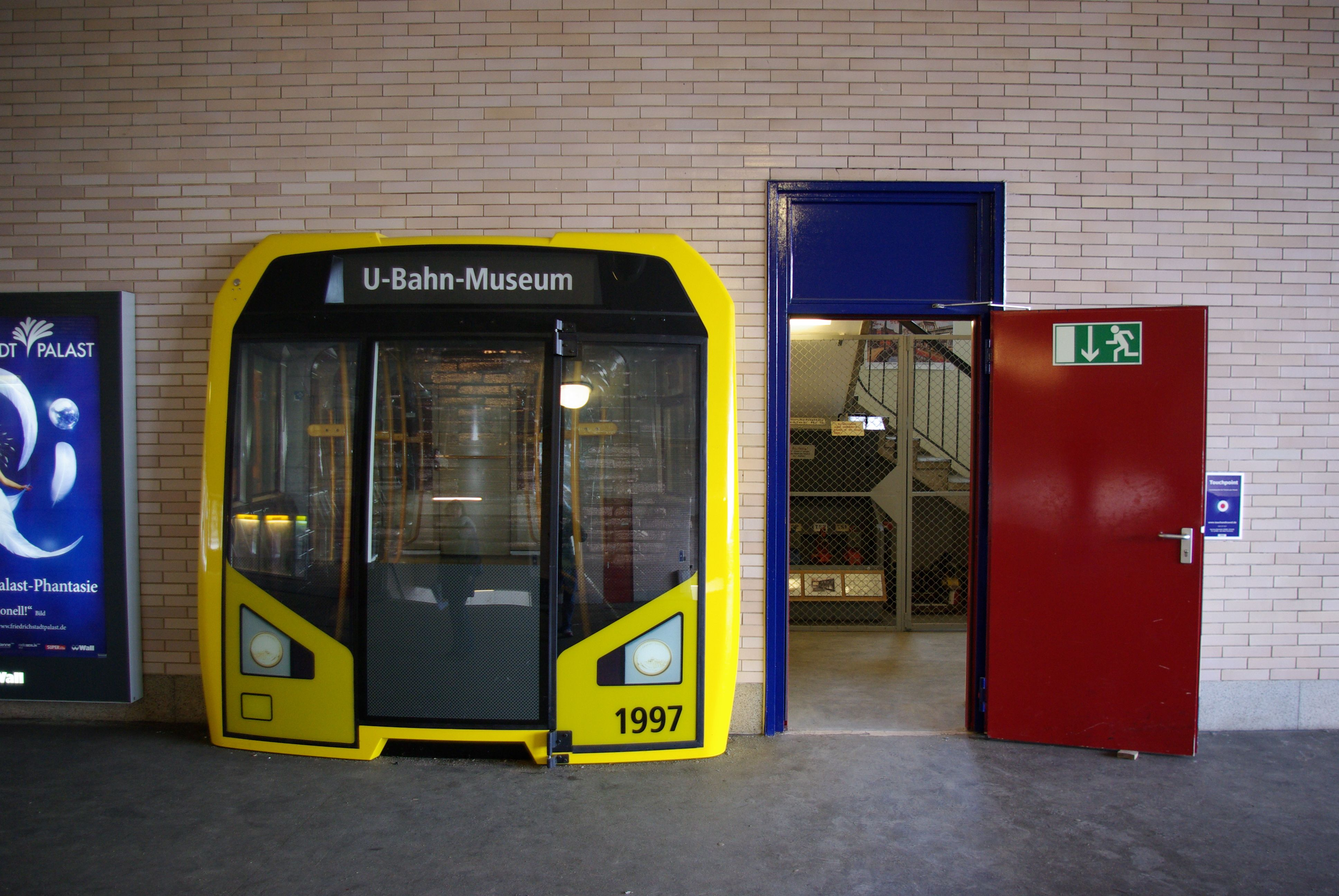
L'entrée du musée.

Le poste d'aiguillage inauguré en 1931 a cessé de fonctionner en 1983. Des anciens ouvriers de la BVG se sont interposés pour que le poste ne soit pas détruit dans les années qui suivirent. Les locaux ont été aménagés pour faire office de Musée du métro berlinois (U-Bahn Museum Berlin) le 13 septembre 1997. C'est après ceux de Moscou et de Budapest, le troisième musée du métropolitain en Europe.
En plus de nombreuses salles d'exposition, le musée permet aux visiteurs d'effectuer des trajets touristiques dans des anciennes rames de métro. Le musée, ouvert le deuxième dimanche de chaque mois, est géré par l'association Arbeitsgemeinschaft Berliner U-Bahn.
D'abord peu fréquenté, il a atteint un record d'affluence de 2000 visiteurs pour le centenaire du métro de Berlin en février 2002. En temps normal, l'affluence moyenne est de 200 à 450 visiteurs par dimanche. Le week-end consacré à l'architecte Alfred Grenander en septembre 2006 a attiré le record de 5 000 personnes. Pour les dix ans du musée en septembre 2007, il a ouvert ses portes deux jours de suite à 900 visiteurs.